# Флаг Турецкой Республики Северного Кипра
Флаг Турецкой Республики Северного Кипра (тур. Kuzey Kıbrıs Türk Cumhuriyeti Bayrağı) создан на основе флага Турции, с тем отличием, что белый и красный цвета были обращены (заменены местами), а вдоль верхнего и нижнего края добавлены две красные полосы, не касающиеся соответственно верхнего и нижнего краёв флага.
Автором данного флага считается турок-киприот Эмир Чизенел. Данный флаг был принят в качестве официального 9 марта 1984 года; до этого в качестве флага ТРСК использовался флаг Турции.
Использование и демонстрация флага Турецкой Республики Северного Кипра (то есть Северного Кипра, признанного только Турцией) на территории международно признанной Республики Кипр (де-факто — Южного Кипра), считающей практически всю территорию острова Кипр своей законной и международно признанной территорией, может трактоваться как проявление турецкого сепаратизма и протурецкой ориентации.
В Турецкой Республике Северного Кипра государственный флаг используется наряду с национальным флагом Турции, тем самым символизируя неразрывную связь с ней.

## Описание и символизм
Флаг Северного Кипра был определён в статье 2 Закона о флаге Турецкой Республики Северного Кипра следующим образом: «Флаг Турецкой Республики Северного Кипра состоит, в соответствии с условиями, определёнными законом, из красной звезды и полумесяца на белом фоне с двумя горизонтальными линиями».
Нет никаких официальных заявлений о значении этого флага. Согласно одной из интерпретаций, схожесть флага ТРСК с флагом Турции символизирует единство турок-киприотов и ТРСК с турками Анатолии, звезда и полумесяц символизируют национальное самосознание турок-киприотов, сочетающее тюркскую идентичность и ислам, красный цвет символизирует кровь киприотов-турок, пролитую за свободу в ходе борьбы за независимость и межобщинного насилия на Кипре, белый цвет символизирует мир, чистоту и прогресс, верхняя полоса символизирует собственно Турцию, нижняя — Северный Кипр, а горизонтальное положение линий означает, что «Турецкая Республика Северного Кипра будет существовать вечно».

### Пропорции
Предположительно, пропорции флага полностью соответствуют пропорциям флага Турции намеренно.

Технический паспорт, опубликованный на официальном сайте Министерства национального образования Турецкой Республики Северного Кипра

| Обозначение на схеме | Значение                                                                   | Длина   |
| -------------------- | -------------------------------------------------------------------------- | ------- |
| G                    | Ширина полотнища                                                           | 1 G     |
| A                    | Расстояние от центра внешней окружности полумесяца до направления движения | 1⁄2 G   |
| B                    | Диаметр внешней окружности полумесяца                                      | 1⁄2 G   |
| C                    | Диаметр внешней окружности полумесяца                                      | 1⁄16 G  |
| D                    | Диаметр внутренней окружности полумесяца                                   | 2⁄5 G   |
| E                    | Расстояние между окружностью звезды и внутренним кругом полумесяца         | 1⁄3 G   |
| F                    | Диаметр окружности звезды                                                  | 1⁄4 G   |
| L                    | Длина полотнища                                                            | 1+1⁄2 G |
| M                    | Ширина зоны крепления к древку                                             | 1⁄30 G  |
| N                    | Ширина красной полосы                                                      | 1⁄10 G  |
| O                    | Ширина белых полос                                                         | 1⁄10 G  |

### Цветовая гамма

Формат вертикального размещения

| Цветовая модель | Красный       | Белый       |
| --------------- | ------------- | ----------- |
| RGB             | 227-10-23     | 255-255-255 |
| Hexadecimal     | #E30A17       | #FFFFFF     |
| CMYK            | 0, 96, 90, 11 | 0, 0, 0, 0  |

## Флаг несостоявшейся Объединённой Кипрской Республики

Предложенный планом Аннана флаг Объединённой Кипрской Республики

В 2004 году планом Аннана был предложен флаг, представляющий единение северной и южной частей острова в виде конфедерации под названием «Объединённая Кипрская Республика». На флаге конфедерации синий цвет символизирует греческую общину, красный — турецкую, между которыми располагается жёлтый, символизирующий сам остров Кипр. В качестве флага турецкой части конфедерации планировалось использовать нынешний флаг Северного Кипра.
На референдуме, проведённом в 2004 году, план Аннана приняли 65 % турок-киприотов, но 76 % греков-киприотов высказались против, и в конечном итоге план провалился.

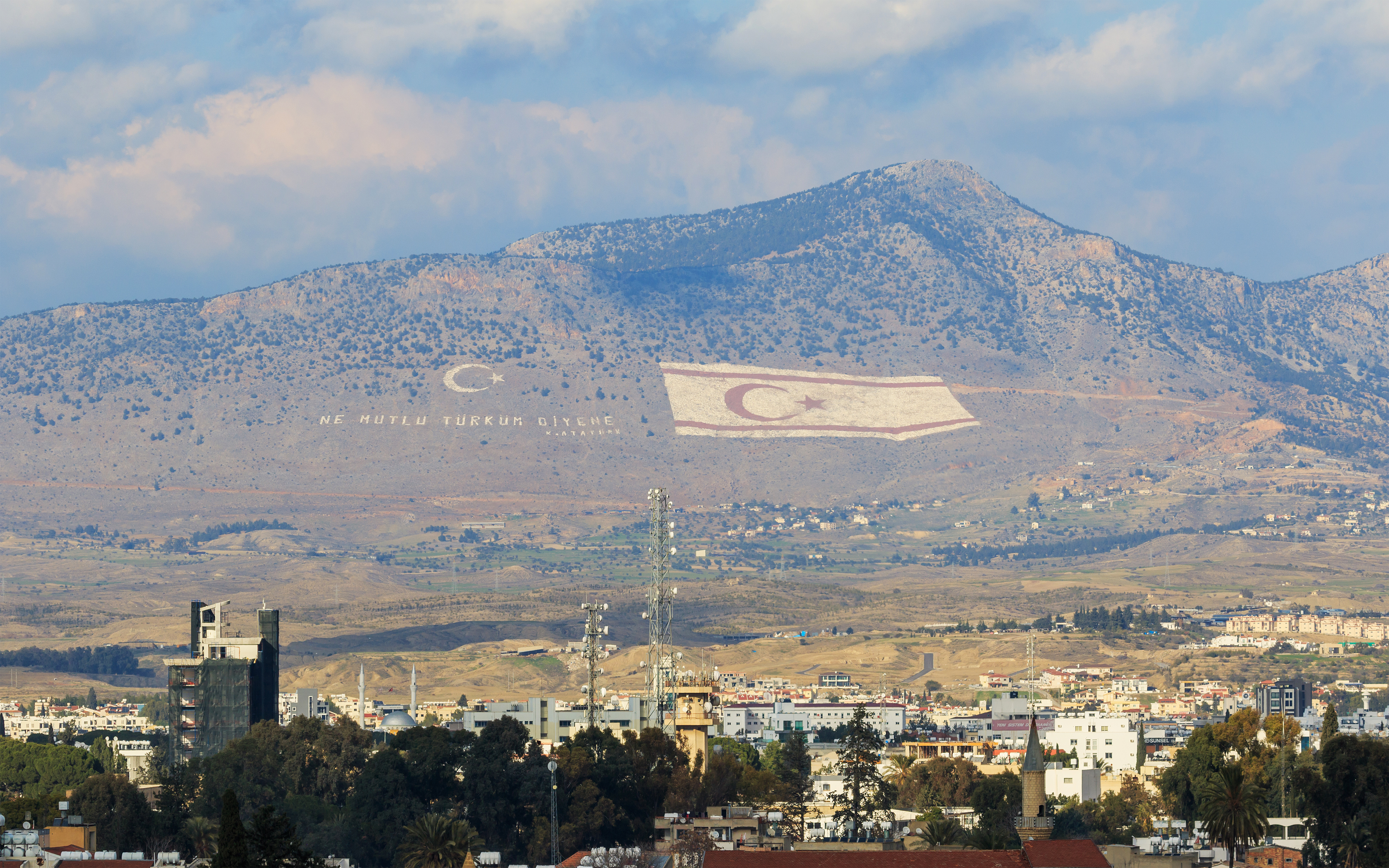

Флаг Президента ТРСК